# Dibbersen

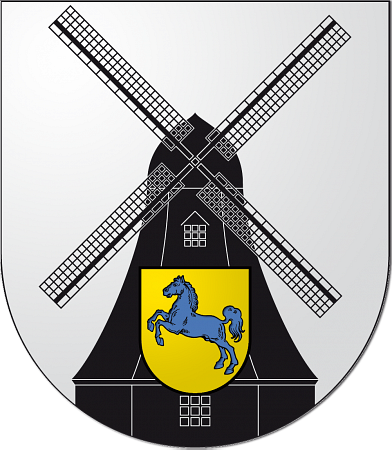
Det historiska kommunvapnet

Dibbersen är en stadsdel till Buchholz in der Nordheide i Niedersachsen, Tyskland. Fram till 1972 var Dibbersen en egen kommun.
Dibbersen ligger i direkt anslutning till motorvägen A1. Mindre än en kilometer ifrån stadsdelen ligger motorvägskorsningen Buchholzer Dreiecke, där ansluter motorvägen A261. A261 leder trafik ifrån A7.